# Vincy-Manœuvre
Vincy-Manœuvre is een gemeente in het Franse departement Seine-et-Marne (regio Île-de-France) en telt 195 inwoners (2004). De plaats maakt deel uit van het arrondissement Meaux.

## Geografie
De oppervlakte van Vincy-Manœuvre bedraagt 5,0 km², de bevolkingsdichtheid is 39,0 inwoners per km².
De onderstaande kaart toont de ligging van Vincy-Manœuvre met de belangrijkste infrastructuur en aangrenzende gemeenten.

## Demografie
Onderstaande figuur toont het verloop van het inwonertal (bron: INSEE-tellingen).